# Демьянки (Гомельская область)
Демьянки (бел. Дзем'янкі) — деревня в Рассветовском сельсовете Добрушского района Гомельской области Республики Беларусь.

## География

### Расположение
В 21 км на северо-восток от районного центра Добруша и железнодорожной станции в этом городе, в 49 км от Гомеля.

### Гидрография
Река Ипуть (приток реки Сож). На востоке мелиоративные каналы связанные с рекой Ипуть. В 2,5 км к востоку от деревни река Очёса.

## Транспортная система
Транспортная связь по автомобильной дороге Демьянки — Добруш. В деревне 25 жилых домов (2004 год). Планировка состоит из 2 частей. Северная часть — 2 параллельных улицы с ориентацией с юго-запада на северо-восток, эти улицы на севере примыкают к прямолинейной улице с почти широтной ориентацией, а на юге связаны переулком. Южная часть — это бывший посёлок Низок, короткая улица с ориентацией с юго-запада на северо-восток, к которой примыкает короткая улица с почти широтной ориентацией. Застройка двухсторонняя, деревянными домами усадебного типа.

## История
В 1,5 км на восток от деревни, в урочище Осовец археологами обнаружено поселение XII—XIII веков, в 0,8 км на юго-восток стоянка эпохи неолита, в 0,7 км на юго-восток стоянка бронзового и раннего железного веков. Выявление этих поселений служит доказательством заселения этой местности с древних времён.
По письменным источникам деревня известна с XVI века как деревня Демьяновичи в составе Речицкого повета Минского воеводства Великого княжества Литовского. В 1640-е годы упоминается в инвентаре Гомельского староства, село, 10 домов, 5 служб, 18 волов, 15 лошадей. В 1751 году во владении князя М. Чарторыйского. Действовала служба по сбору барщины и налогов. В сёлах Демьянки и Берёзки в это время было 10 домов. После 1-го раздела Речи Посполитой (1772 год) в составе Российской империи. В 1838 году Белицком уезде Могилёвской губернии С 1862 года действовала винокурня. С 1870 года работал хлебозапасный магазин. В 1884 году 2 ветряные мельницы, постоялый двор, владение члена Государственного Совета Н.Н. Герарда, который в 1905-08 годах был генерал-губернатором Финляндии. В конце XIX столетия на юго-западной окраине деревни была построена усадьба Н.Н. Герарда, которая в настоящее время является памятником архитектуры. В 1897 году действовала церковно-приходская школа. В Вылевской волости Гомельского уезда Могилёвской губернии. В результате пожара в 1909 году сгорело 36 дворов. В 1926 году работало почтовое отделение, школа.
С 8 декабря 1926 года является центром Демьянковского сельсовета Ветковского, с 12 февраля 1935 года Добрушского районов Гомельского округа, с 20 февраля 1938 года Гомельской области.
В 1929 году организованы колхозы «Молот» и «Пионер». Работала ветряная мельница, 2 кузницы, шерстечёска.
Во время Великой Отечественной войны с августа 1941 года по 28 сентября 1943 года деревня была оккупирована. За период оккупации погибли 7 мирных жителей. В боях за деревню погибли 136 советских солдат, которые были похоронены в братской могиле на западной окраине деревни. На фронтах и партизанской борьбе погибли 218 жителей деревни. В память о погибших в центре деревни, в 1970 году, установлена стела.
В 1962 году к деревне присоединён посёлок Низок. В 1974 году в Демьянки переселились жители посёлка Пчёлки. Центр колхоза «Молот». Размещались кирпичное производство, швейная мастерская, средняя школа, фельдшерско-акушерский пункт, Дом культуры, библиотека, аптека, ветеринарный участок, отделение связи, 2 магазина.
До 16 декабря 2009 года центр Демьянковского сельсовета.
После аварии на ЧАЭС жители деревни были расселены. Демьянки опустели не полностью, два дома здесь ещё жилые.

## Население

### Численность
- 2004 год — 25 дворов, 38 жителей

### Динамика
- 1838 год — 82 двора
- 1884 год — 138 дворов, 753 жителя
- 1897 год — 180 дворов, 1164 жителя (согласно переписи)
- 1909 год — 195 дворов, 1251 житель
- 1926 год — 265 дворов, 1312 жителей
- 1959 год — 1063 жителя (согласно переписи)
- 2004 год — 25 дворов, 38 жителей

## Достопримечательность
- Курганный могильник периода раннего Средневековья (X–XIII вв.) —  Историко-культурная ценность Республики Беларусь, шифр 313В000248.
- Дворец-усадьба XIX века генерал-губернатора Финляндии Н. Н. Герарда. Фрагменты бывшей усадьбы: усадебный дом, парк, кирпичный мостик —  Историко-культурная ценность Республики Беларусь, шифр 313Г000249.
- Братская могила (1943) —  Историко-культурная ценность Республики Беларусь, шифр 313Д000250.

## Известные лица
- Герард Николай Николаевич — российский государственный деятель, член Государственного совета, сенатор, действительный тайный советник.
- Герард Владимир Николаевич — присяжный поверенный и председатель совета присяжных поверенных округа Санкт-Петербургской судебной палаты, основатель и многолетний руководитель общества защиты детей от жестокого обращения, надворный советник.
- Кожемякин Александр Дмитриевич — Герой Социалистического Труда.
- Яковенко Лидия Ивановна — Герой Социалистического Труда.